# Selección femenina de baloncesto de Japón
La Selección femenina de baloncesto de Japón es un equipo formado por jugadoras de nacionalidad japonesa que representa a Japón en las competiciones internacionales organizadas por la Federación Internacional de Baloncesto (FIBA) o el Comité Olímpico Internacional (COI): los Juegos Olímpicos y Campeonato mundial de baloncesto especialmente.

## Resultados

### Juegos Olímpicos
- 1976 - 5°
- 1996 - 7°
- 2004 - 10°
- 2016 - 8°
- 2020 - 2°
- 2024 - 12°

### Mundiales
- 1964 - 9°
- 1967 - 5°
- 1971 - 5°
- 1975 -  2°
- 1979 - 6°
- 1983 - 12°
- 1990 - 12°
- 1994 - 12°
- 1998 - 9°
- 2002 - 13°
- 2010 - 10°
- 2014 - 14°

## Plantilla medalla olímpica
En los Juegos Olímpicos de Tokio 2020 la selección japonesa logró su mayor logro hasta la fecha, una plata olímpica. El equipo estaba formado por las siguientes jugadoras:
- Moeko Nagaoka, Maki Takada, Naho Miyoshi, Rui Machida, Nako Motohashi, Nanako Todo, Saki Hayashi, Evelyn Mawuli, Saori Miyazaki, Yuki Miyazawa, Himawari Akaho, Monica Okoye. Seleccionador: Tom Hovasse